# Люксембурги
Люксембурги — династия, правившая в Священной Римской империи (1308—1313, 1346—1400, 1410—1437), Чехии (1310—1437), Венгрии (1387—1437) и Люксембурге, ветвь Лимбургского (Арлонского) дома. Родоначальником династии был герцог Лимбурга Валеран III (1170—1226), который благодаря браку с графиней Люксембурга Эрмезиндой I (1186—1247) приобрёл права на Люксембург. От его внуков, сыновей Генриха V Белокурого (1216—1271), графа Люксембурга с 1247 года, пошли две ветви рода — имперская и французская.

## Имперская ветвь
Родоначальником старшей ветви был граф Генрих VI (1250—1288), безуспешно боровшийся с герцогами Брабанта за Лимбург. Его сын Генрих VII (1274—1313) стал императором Священной Римской империи. Наибольшего могущества династия достигла при внуке Генриха VII, Карле IV (1316—1378), короле Чехии (под именем Карл) и императоре Священной Римской империи. Эта ветвь угасла со смертью в 1437 году императора Сигизмунда I.
Основные представители:
- Генрих VII
- Ян Люксембургский
- Карл IV
- Вацлав IV
- Сигизмунд I.

### Генеалогия
```
Валеран III
 (1170—1226), 
герцог Лимбурга
 с 1221, граф Люксембурга с 1214
X 1) 
Кунигунда Лотарингская
 
X 2) 
Эрмезинда I
 (1186—1247), графиня Люксембурга с 1197
│
├2> 
Генрих V 
Белокурый
 (1216—1271), граф Люксембурга и Лароша с 1247, Арлона с 1256, Намюра 1256—1264, 
сеньор де Линьи
 с 1240
│   X 
Маргарита де Бар
 (1220—1275)
│   │
│   ├─> 
Генрих VI
 (1250—1288), граф Люксембурга и Арлона с 1271
│   │   X 
Беатрис д'Авен
 (ум. 1321)
│   │   │
│   │   ├─> 
Генрих VII
 (1274—1313), граф Люксембурга с 1288, 
римский король
 с 1308, 
император Священной Римской империи
 с 1311
│   │   │   X 
Маргарита Брабантская
 (1276—1311)
│   │   │   │
│   │   │   ├─> 
Иоанн (Ян) Слепой
 (1296—1346), граф Люксембурга с 1313, 
король Чехии
 с 
1311

│   │   │   │   X 1) 
Елизавета (Элишка) Чешская
 (1292—1330)
│   │   │   │   X 2) 
Беатрис де Бурбон
 (1320—1383)
│   │   │   │   │
│   │   │   │   ├1> 
Маргарит
а (1313—1341); муж: с 1328 
Генрих XV
 (1304—1339), 
герцог Нижней Баварии

│   │   │   │   │
│   │   │   │   ├1> 
Бонна (Юта)
 (1315—1349); муж: с 1332 
Иоанн II Добрый
 (1319—1364), 
король Франции

│   │   │   │   │
│   │   │   │   ├1> 
Карл IV
 (1316—1378), император Священной Римской империи с 1346; король Чехии (Карел I) с 1346, 
│   │   │   │   │   граф Люксембурга 1346—1353, маркграф Моравии 1346—1349, маркграф Бранденбурга с 1373
│   │   │   │   │   X 1) 1329 
Бланка де Валуа
 (1316—1348)
│   │   │   │   │   X 2) 1349 
Анна Пфальцская
 (1329—1353)
│   │   │   │   │   X 3) 1353 
Анна Силезско-Швайдницкая
 (1339—1362)
│   │   │   │   │   X 4) 1363 
Елизавета Померанская
 (1345—1392)
│   │   │   │   │   │
│   │   │   │   │   ├1> 
Маргарита
 (1335—1349)
│   │   │   │   │   │   X 1338 
Лайош (Людовик) I Великий
 (1326—1382), 
король Венгрии
 с 1342, 
король Польши
 с 1370
│   │   │   │   │   │
│   │   │   │   │   ├1> 
Екатерина
 (1342 — 1386/1395)
│   │   │   │   │   │   X 1) 1356 
Рудольф IV 
Основатель
 (1339—1365), герцог 
Австрии
, 
Штирии
 и 
Каринтии
 с 1358, граф 
Тироля
 с 1363
│   │   │   │   │   │   X 2) 1366 
Оттон V
 (1347—1379), курфюрст Бранденбурга 1360/1365—1373, 
герцог Баварии
 с 
1347

│   │   │   │   │   │
│   │   │   │   │   ├2> 
Венцель
 (1350—1351)
│   │   │   │   │   │
│   │   │   │   │   ├3> 
Елизавета
 (1358—1373)
│   │   │   │   │   │   X 1366 
Альбрехт III
 (1349—1395), герцог Австрии с 1365
│   │   │   │   │   │
│   │   │   │   │   ├3> 
Венцель II
 (1361—1419), герцог Люксембурга (Венцель II) 1383—1388, король Чехии (Вацлав IV) 1378—1419, 
│   │   │   │   │   │   курфюрст Бранденбурга 1373—1378, 
король Германии
 1376—1400
│   │   │   │   │   │   X 1) 1370 
Иоанна Баварская
 (1356—1386)
│   │   │   │   │   │   X 2) 1389 
София Баварско-Мюнхенская
 (1376—1425)
│   │   │   │   │   │
│   │   │   │   │   ├4> 
Анна
 (1366—1394); муж: с 
1382
 
Ричард II
 (1367—1400), 
король Англии
 
1377
—
1399

│   │   │   │   │   │
│   │   │   │   │   ├4> 
Сигизмунд I
 (1368—1437), король Чехии (Зигмунд) 1419—1421, 1436—1437, король Венгрии (Жигмонд) 1387—1437, 
│   │   │   │   │   │   курфюрст Бранденбурга 1373—1387, король Германии с 1410, император Священной Римской империи с 1433
│   │   │   │   │   │   X 1) 1385 
Мария I Анжуйская
 (ум. 1392), королева Венгрии
│   │   │   │   │   │   X 2) 1408 
Барбара Цилли
 (ум. 1451)
│   │   │   │   │   │   │
│   │   │   │   │   │   └2> 
Елизавета
 (1409—1442)
│   │   │   │   │   │       X 1422 
Альбрехт II Габсбург
 (1397—1439), король Германии с 1438, король Чехии с 1437,  
│   │   │   │   │   │         король Венгрии с 1437, герцог Австрии (Альбрехт V) 1404, маркграф Моравии с 1423
│   │   │   │   │   │
│   │   │   │   │   ├4> 
Иоанн
 (1370—1396), герцог Гёрлица с 1377
│   │   │   │   │   │   X 1388 
Екатерина Мекленбург-Шверинская

│   │   │   │   │   │   │
│   │   │   │   │   │   └─> 
Елизавета
 (1390—1451), герцогиня Люксембурга 1411—1443
│   │   │   │   │   │       X 1) 1409 
Антуан Бургундский
 (1384—1415), герцог Брабанта и Лимбурга
│   │   │   │   │   │       X 2) 
Иоанн (Ян) Бургундский
 (1403—1427), герцог Брабанта и Лимурга (Жан IV) с 1415, 
граф Эно
 (Жан II), 
│   │   │   │   │   │         
граф Голландии
 и Зелландии (Ян III) с 1417
│   │   │   │   │   │
│   │   │   │   │   ├4> 
Карл
 (1372—1373)
│   │   │   │   │   │
│   │   │   │   │   ├4> 
Маргарита
 (1373—1410)
│   │   │   │   │   │   X с 
1381
 
Иоанн III фон Гогенцоллерн
 (ок.
1369
-11 июня 
1420
), 
бургграф Нюрнберга
 с 1397
│   │   │   │   │   │
│   │   │   │   │   └4> 
Генрих
 (1377—1378)
│   │   │   │   │
│   │   │   │   ├1> 
Оттокар
 (1318—1320)
│   │   │   │   │
│   │   │   │   ├1> 
Иоанн Генрих (Ян Йиндржих)
 (1322—1375), маркграф Моравии с 1349, граф Тироля 1335—1341 
│   │   │   │   │   X 1) 1330 (разв. 1349) 
Маргарита Маульташ
 (1318—1369), графиня Тироля 1335—1365
│   │   │   │   │   X 2) 1350 
Маргарита Троппау
 (1330—1363)
│   │   │   │   │   X 3) 1364 
Маргарита Австрийская
 (1346—1366)
│   │   │   │   │   X 4) 1366 
Елизавета Оттинген
 (ум. 1409)
│   │   │   │   │   │
│   │   │   │   │   ├2> 
Йост
 (1351—1411), маркграф Моравии с 1375, Бранденбурга с 1388, анти-король Германии с 1410, 
│   │   │   │   │   │   герцог Люксембурга 1388—1402, 1407—1411
│   │   │   │   │   │   X 1372 
Елизавета Опольская
 (1360—1411)
│   │   │   │   │   │
│   │   │   │   │   ├2> 
Екатерина
 (1353—1378)
│   │   │   │   │   │   X 1372 
Генрих
 (ум. 1382), герцог 
Фалькенберга
 
│   │   │   │   │   │
│   │   │   │   │   ├2> 
Прокоп
 (1354—1405), маркграф Моравии с 1375
│   │   │   │   │   │
│   │   │   │   │   ├2> 
Иоанн Собеслав
 (1356—1394), 
патриарх Аквилеи
 (Иоанн V) с 1387
│   │   │   │   │   │
│   │   │   │   │   ├2> 
Елизавета
 (ум. 1400)
│   │   │   │   │   │   X 1366 
Вильгельм I
 (ум. 1407), маркграф Мейсена
│   │   │   │   │   │
│   │   │   │   │   └2> 
Анна
 (ум. 1405)
│   │   │   │   │       X 
Пётр 
из Штернберка
 (ум. 1397) 
│   │   │   │   │
│   │   │   │   ├1> 
Анна
 (1320—1338)
│   │   │   │   │   X 
Оттон 
Весёлый
 (1301—1339), герцог Австрии и Штирии с 1330, герцог Каринтии (Оттон IV) с 1335
│   │   │   │   │
│   │   │   │   ├1> 
Елизавета
 (1323—1324)
│   │   │   │   │
│   │   │   │   └2> 
Венцель I
 (1337—1383), граф Люксембурга 1353—1354, герцог Люксембурга с 1354, герцог Брабанта и Лимбурга с 1364
│   │   │   │   │   X 
Иоанна Брабантская
 (1322—1406)
│   │   │   │   └2> 
Бонна

│   │   │   │
│   │   │   ├─> 
Мария
 (1304—1324)
│   │   │   │   X 1322 
Карл IV
 (1295—1328), король Франции и Наварры с 1322
│   │   │   │
│   │   │   └─> 
Беатрис
 (1305—1319)
│   │   │       X 1318 
Карл Роберт
 (1288—1342), король Венгрии с 1307
│   │   │
│   │   ├─> 
Валеран
 (ум. 1311), сеньор де Дурлэ, де Тиримон и де Консорр
│   │   │
│   │   ├─> 
Филичита
 (ум. 1336)
│   │   │   X 
Жан Тристан Лувенский
 (ум. 1309), сеньор Гаасбека, Герсталя и Монкорне
│   │   │
│   │   ├─> 
Бодуэн (Балдуин)
 (1285—1354), архиепископ 
Трира
 с 1307
│   │   │
│   │   └─> 
Маргарита
 (ум. 1336), монахиня в 
Лилле
, позже в 
Мариентале

│   │
│   ├─> 
Валеран I
 (ум. 1288), сеньор 
де Линьи
, де Русси и де Бовуар, родоначальник ветви 
Люксембург-Линьи

│   │
│   ├─> 
Филиппа
 (1252—1311)
│   │   X 
Жан I д'Авен
 (1247—1304), 
граф Эно
 с 1280, 
граф Голландии
 и Зелландии (Ян II) с 1299
│   │
│   ├─> 
Маргарита

│   │
│   ├─> 
Жанна
 (ум. 1310), аббатиса Клерефонтена
│   │
│   └─> 
Изабелла
 (1247—1298)
│       X 
Ги де Дампьер
 (1225—1304), маркграф Намюра с 1264, граф Фландрии с 1278
│
├2> 
Екатерина Лимбургская
 (1215—1255)
│   X 
Матье II
 (ум. 1251), 
герцог Лотарингии
 с 1221
│
└2> 
Жерар (Герхард)
 (ум. 1276), граф Дарбюи
```

## Французская ветвь

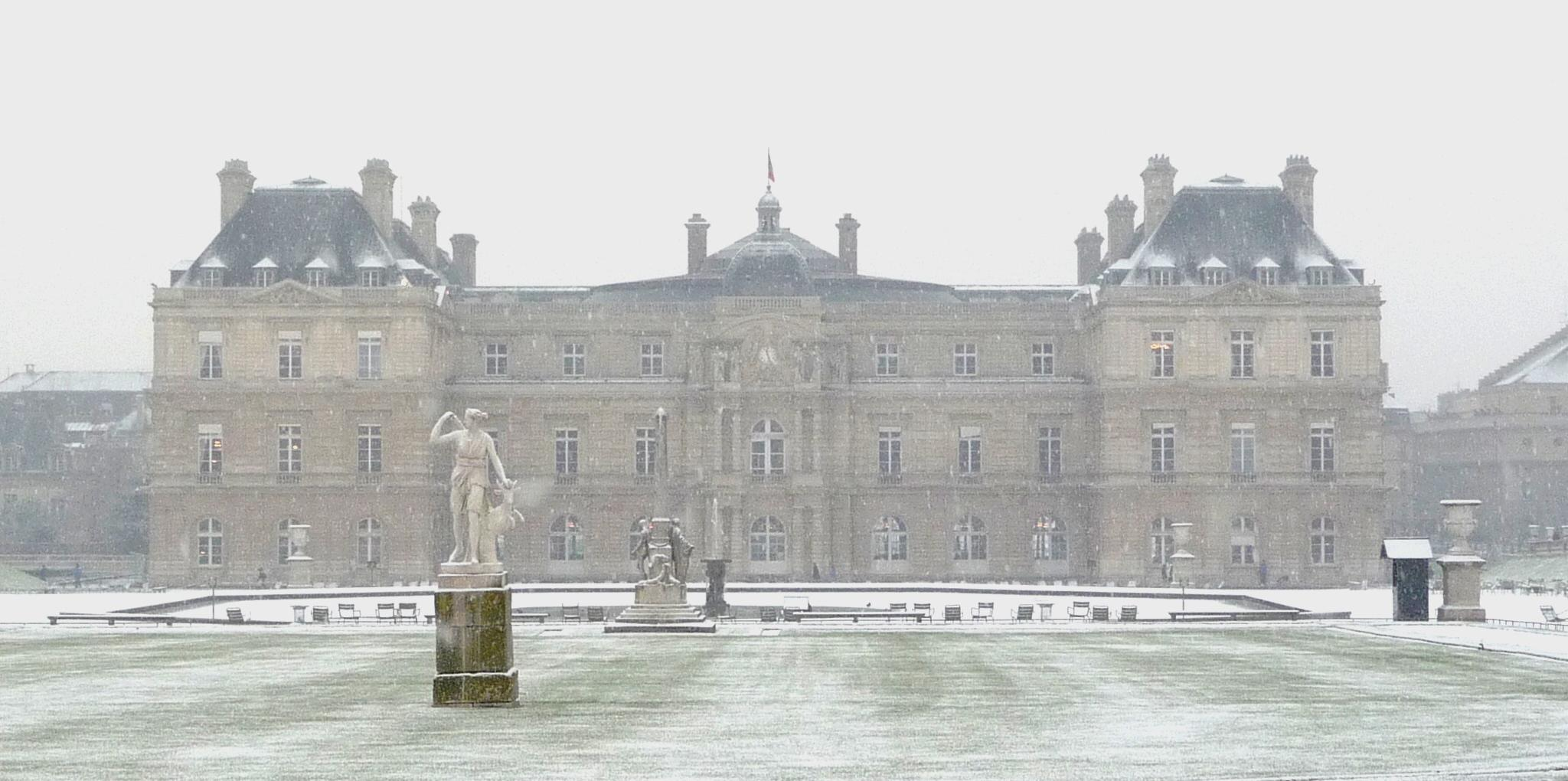
Люксембургский дворец построен Марией Медичи на месте парижской усадьбы герцога Пине-Люксембурга.

Младшая ветвь рода (Люксембург-Линьи) пошла от брата Генриха VI — Валерана I (ум. 1288), сеньора Линьи. Эта ветвь переселилась во Францию. Постепенно французские Люксембурги на некоторое время сосредоточили в своих руках такие графства, как Сен-Поль, Бриенн, Суассон, Марль. Старшая линия этого рода угасла в начале XV века на графине Жанне де Линьи, супруге герцога Антуана Брабантского. Ещё три ветви французских Люксембургов, как будет показано ниже, просуществовали до рубежа XVI и XVII веков.

### Люксембург-Линьи и Люксембург-Пине

Герб дома Люксембург-Линьи

Луи де Люксембург, граф де Сен-Поль занимал пост коннетабля Франции, но был в 1475 году предан казни по подозрению в сношениях с врагами Людовика XI. Он оставил потомство от двух браков, с французской и савойской принцессами. Внучка его, Мария де Люксембург, овдовев после смерти графа Савойского, вышла за графа Вандомского; их сыном был первый герцог Вандомский — дед Генриха Наваррского.
В 1581 году один из потомков коннетабля Люксембурга, Франсуа де Люксембург-Линьи (ум. 1613), был пожалован титулом герцога де Пине, по названию своего имения в Шампани. Вызвано это было тем, что его жена была сестрой французской королевы Луизы, то есть Люксембург-Линьи приходился свояком королю Генриху III. Единственный сын герцога Пине-Люксембура пережил его всего на три года, после чего французская аристократия вступила в борьбу за герцогский титул.
Фаворит Людовика XIII, Шарль де Люинь, устроил брак внучки герцога со своим младшим братом, который по этому случаю принял титул герцога Люксембурга. Овдовев, герцогиня вступила во второй брак с графом Клермон-Тоннером, а их дочь под давлением родственницы, матери великого Конде, была повенчана с графом Бутвилем, наследники которого и унаследовали титул герцога Пине-Люксембурга (несмотря на наличие у невесты старшего брата и сестры).

#### Генеалогия
```
Валеран I
 (ум. 1288), сеньор 
де Линьи
, де Русси и де Бовуар
X 
Жанна де Боревуа

│
├─> 
Валеран II
 (1275—1354), сеньор де Линьи, де Русси и де Бовуар
│   X 
Гийотта
 (1275—1338), кастелянша Лилля
│   │
│   ├─> 
Жан I
 (1300—1364), сеньор де Линьи, де Русси и де Бовуар с 1354
│   │   X 1) 
1330
 
Алиса де Дампьер
 (1322—1346), дама де Ришебург
│   │   X 2) 
Жанна Бакон

│   │   │
│   │   ├1> 
Ги
 (1340—1371), граф де Линьи, сеньор де Русси и де Бовуар с 1364, граф де Сен-Поль с 1360
│   │   │   X 1354 
Маго де Шатийон
 (1335—1378), 
графиня де Сен-Поль

│   │   │   │
│   │   │   ├─> 
Валеран III
 (1356—1415), граф де Линьи и де Сен-Поль с 1371
│   │   │   │   X 1) 1380 
Мод Голландская
 (ум. 1392)
│   │   │   │   X 2) 1393 
Бонна де Бар
 (ум. 1400)
│   │   │   │   │
│   │   │   │   └1> 
Жанна
 (ум. 1407)
│   │   │   │       X 
Антуан Бургундский
 (1384—1415), герцог Брабанта и Лимбурга
│   │   │   │
│   │   │   ├─> 
Пьер
 (1369—1387), епископ 
Меца
 с 1384, кардинал с 1386 (в 1527 году канонизирован)
│   │   │   │
│   │   │   ├─> 
Жан
 (1370—1397), сеньор де Бовуа, 
граф де Бриенн
 и де Конверсано с 1394
│   │   │   │   X 
Маргарита д'Энгиен
, графиня де Бриенн и де Конверсано 
│   │   │   │   │
│   │   │   │   ├─> 
Пьер I
 (1390—1433), граф де Бриенн и де Конверсано с 1397, граф де Сен-Поль с 1430
│   │   │   │   │   X 
Маргарита де Бо
 (1394—1469)
│   │   │   │   │   │
│   │   │   │   │   ├─> 
Жаклин
 (1415—1472)
│   │   │   │   │   │   X 1) 1433 
Джон Ланкастерский
 (1389—1435), 
герцог Бедфорд

│   │   │   │   │   │   X 2) 1435 
Ричард Вудвилл
 (ум. 1469), 
граф Риверс

│   │   │   │   │   │   │
│   │   │   │   │   │   └2> 
Елизавета Вудвилл

│   │   │   │   │   │       X 
Эдуард IV

│   │   │   │   │   │
│   │   │   │   │   ├─> 
Луи де Люксембург
 (1418—1475), граф де Сен-Поль, де Бриенн, де Бриенн и де Конверсано с 1433, 
де Гиз
 и де Линьи с 1471, 
де Суассон
 и 
де Марль
 с 1435
│   │   │   │   │   │   X 1) 1435 
Жанна де Марль
 (1415—1462), графиня де Марль и де Суассон
│   │   │   │   │   │   X 2) 1466 
Мария Савойская
 (1448—1475)
│   │   │   │   │   │   │
│   │   │   │   │   │   ├1> 
Жан
 (ум. 1476), граф де Марль и де Суассон с 1475
│   │   │   │   │   │   │
│   │   │   │   │   │   ├1> 
Пьер II
 (ум. 1482), граф де Сен-Поль и де Бриенн с 1475, граф де Суассон и де Марль с 1476
│   │   │   │   │   │   │   X 1454 
Маргарита Савойская
 (1439—1483)
│   │   │   │   │   │   │   │
│   │   │   │   │   │   │   ├─> 
Луи

│   │   │   │   │   │   │   │
│   │   │   │   │   │   │   ├─> 
Клод

│   │   │   │   │   │   │   │
│   │   │   │   │   │   │   ├─> 
Антуан

│   │   │   │   │   │   │   │
│   │   │   │   │   │   │   ├─> 
Мария
 (1472—1547), графиня де Сен-Поль, де Марль и де Суассон с 1482, дама де Конде
│   │   │   │   │   │   │   │   X 1) 1460 
Жак Савойский
 (1450—1486), граф де Ромон, барон де Во
│   │   │   │   │   │   │   │   X 2) 1487 
Франсуа де Бурбон
 (1470—1495), 
граф де Вандом

│   │   │   │   │   │   │   │
│   │   │   │   │   │   │   └─> 
Франсуаза
 (ум. 1523), дама д'Энгиен
│   │   │   │   │   │   │       X 1485 
Филипп Клевский
 (1456—1528), сеньор 
Равенштейна
 
│   │   │   │   │   │   │
│   │   │   │   │   │   ├1> 
Шарль
 (1447—1509), архиепископ 
Лана

│   │   │   │   │   │   │
│   │   │   │   │   │   ├1> 
Антуан I
 (ум. 1519), граф де Бриенн и де Русси с 1482, граф де Линьи  с 1495
│   │   │   │   │   │   │   X 1) 
Антуанетта де Бофремон
, графиня де Шарни
│   │   │   │   │   │   │   X 2) 
Франсуаза де Круа

│   │   │   │   │   │   │   X 3) 
Жилетт де Коэтиви

│   │   │   │   │   │   │   │
│   │   │   │   │   │   │   ├1> 
Клод
 (ум. в млад.), граф де Линьи
│   │   │   │   │   │   │   │
│   │   │   │   │   │   │   ├1> 
Филиберта
 (ум. 1539), графиня де Шарни
│   │   │   │   │   │   │   │   X 
Жан де Шалон
 (ум. 1502), 
принц Оранский

│   │   │   │   │   │   │   │
│   │   │   │   │   │   │   ├2> 
Шарль I
 (1562—1530), граф де Бриенн и де Русси и де Линьи с 1519
│   │   │   │   │   │   │   │   X 
Шарлотта д'Эстувиль

│   │   │   │   │   │   │   │   │
│   │   │   │   │   │   │   │   ├─> 
Антуан II
 (ум. 1557), граф де Бриенн и де Русси и де Линьи с 1530
│   │   │   │   │   │   │   │   │   X 1535 
Маргарита Савойская

│   │   │   │   │   │   │   │   │   │
│   │   │   │   │   │   │   │   │   ├─> 
Жан III
 (ум. 1576), граф де Бриенн и де Русси и де Линьи с 1557
│   │   │   │   │   │   │   │   │   │   X 
Гийеметта де Ламарк
 (ум. 1592)
│   │   │   │   │   │   │   │   │   │   │
│   │   │   │   │   │   │   │   │   │   ├─> 
Антуан
 (ум. в млад.), виконт де Мехо
│   │   │   │   │   │   │   │   │   │   │
│   │   │   │   │   │   │   │   │   │   ├─> 
Шарль II
 (1562—1608), граф де Бриенн и де Русси и де Линьи с 1576
│   │   │   │   │   │   │   │   │   │   │   X 1583 
Мария де Ногаре
 (ум. 1605)
│   │   │   │   │   │   │   │   │   │   │
│   │   │   │   │   │   │   │   │   │   ├─> 
Маргарита
 (1562—1566)
│   │   │   │   │   │   │   │   │   │   │
│   │   │   │   │   │   │   │   │   │   ├─> 
Франсуа
 (1563—1576)
│   │   │   │   │   │   │   │   │   │   │
│   │   │   │   │   │   │   │   │   │   ├─> 
Луиза
 (1567—1647), графиня де Бриенн и де Русси и де Линьи с 1608
│   │   │   │   │   │   │   │   │   │   │       X 1) 
Жорж д'Амбуаз
, маркиз де Касобон
│   │   │   │   │   │   │   │   │   │   │       X 2) 
Бернар III де Беон дю Массе
 (ум. 1608), маркиз де Бутвиль, губернатор 
Сентонжа
, 
Ангумуа
 и 
Лимузена
.
│   │   │   │   │   │   │   │   │   │   │
│   │   │   │   │   │   │   │   │   │   └─> 
Диана
 (ум. 1624), герцогиня де Пине
│   │   │   │   │   │   │   │   │   │       X 1) 
Луи де Плоескеллек
, граф де Керман
│   │   │   │   │   │   │   │   │   │       X 2) 
Жюст де Понталье
, барон де Плёр, герцог де Пене
│   │   │   │   │   │   │   │   │   │
│   │   │   │   │   │   │   │   │   ├─> 
Антуан
 (ум. 1573), барон де Пине
│   │   │   │   │   │   │   │   │   │
│   │   │   │   │   │   │   │   │   ├─> 
Франсуа
 (ум. 1613), герцог де Пине-Люксембург с 1581
│   │   │   │   │   │   │   │   │   │   X 1) 1576 
Диана Лотарингская
 (1558—1597)
│   │   │   │   │   │   │   │   │   │   X 2) 1599 
Маргарита Лотарингская
 (1564—1625)
│   │   │   │   │   │   │   │   │   │   │
│   │   │   │   │   │   │   │   │   │   ├1> 
Генрих
 (1582/1583 — 1616), герцог де Пине-Люксембург с 1613
│   │   │   │   │   │   │   │   │   │   │   X 
Мадлен де Монморанси
 (1582—1615)
│   │   │   │   │   │   │   │   │   │   │   │
│   │   │   │   │   │   │   │   │   │   │   ├─> 
Маргарита Шарлотта
 (1607—1680), герцогиня де Пине-Люксембург с 1616
│   │   │   │   │   │   │   │   │   │   │   │   X 1620 
Леон д'Альбер
 (+25.11.1630), герцог де Пине-Люксембург с 1621
│   │   │   │   │   │   │   │   │   │   │   │
│   │   │   │   │   │   │   │   │   │   │   ├─> 
Мария Льесс
 (1611—1660), принцесса де Тенгри
│   │   │   │   │   │   │   │   │   │   │   │   X 
Генрих де Льюис
 (ум. 1680), герцог де Вентадор
│   │   │   │   │   │   │   │   │   │   │   │
│   │   │   │   │   │   │   │   │   │   │   └─> (незак.) 
Антуан
 (ум. 1652), граф де Роне
│   │   │   │   │   │   │   │   │   │   │       X 
Екатерина Маргарита де Лабом

│   │   │   │   │   │   │   │   │   │   │       │
│   │   │   │   │   │   │   │   │   │   │       └─> 
Эдме Катрин
 (ум. 1720)
│   │   │   │   │   │   │   │   │   │   │           X 
Шарль
, бастард де Клермон
│   │   │   │   │   │   │   │   │   │   │
│   │   │   │   │   │   │   │   │   │   ├1> 
Антуанетта
 (ум. 1599)
│   │   │   │   │   │   │   │   │   │   │
│   │   │   │   │   │   │   │   │   │   ├1> 
Луиза
 (ум. 1602), аббатиса Нотр-Дам де Труа
│   │   │   │   │   │   │   │   │   │   │
│   │   │   │   │   │   │   │   │   │   ├1> 
Франсуаза
 (1583)
│   │   │   │   │   │   │   │   │   │   │
│   │   │   │   │   │   │   │   │   │   ├─> 
Маргарита
 (ум. 1645)
│   │   │   │   │   │   │   │   │   │   │   X 
Рене Потье
 (ок. 1579—1670), герцог де Трем
│   │   │   │   │   │   │   │   │   │   │
│   │   │   │   │   │   │   │   │   │   ├─> 
Габриель
 (ум. в млад.)
│   │   │   │   │   │   │   │   │   │   │
│   │   │   │   │   │   │   │   │   │   └─> 
Франсуаза
 (ум. в млад.)
│   │   │   │   │   │   │   │   │   │
│   │   │   │   │   │   │   │   │   ├─> 
Генрих
 (ум. в млад.)
│   │   │   │   │   │   │   │   │   │
│   │   │   │   │   │   │   │   │   └─> 
Мадлен

│   │   │   │   │   │   │   │   │       X 
Кристоф Жювеналь дез Юрсен
 (ок. 1525—1588), маркиз де Тренель
│   │   │   │   │   │   │   │   │
│   │   │   │   │   │   │   │   ├─> 
Луи
 (ум. 1571), граф де Руси
│   │   │   │   │   │   │   │   │   X 
Антуанетта д'Амбуаз
 (ум. 1552)
│   │   │   │   │   │   │   │   │
│   │   │   │   │   │   │   │   ├─> 
Жан
 (ум. 1578), епископ Памье
│   │   │   │   │   │   │   │   │
│   │   │   │   │   │   │   │   ├─> 
Жорж
, барон де Гистелье
│   │   │   │   │   │   │   │   │
│   │   │   │   │   │   │   │   ├─> 
Гийеметта

│   │   │   │   │   │   │   │   │   X 1532 
Франсуа де Вьенн
, барон де Руфей
│   │   │   │   │   │   │   │   │
│   │   │   │   │   │   │   │   ├─> 
Франсуаза
 (ум. 1566), дама де Руси
│   │   │   │   │   │   │   │   │   X 1) 
Бернхард IV
 (ум. 1536), 
маркграф Баден-Бадена

│   │   │   │   │   │   │   │   │   X 2) 
Адольф IV
 (ум. 1556), 
граф Нассау-Висбадена

│   │   │   │   │   │   │   │   │
│   │   │   │   │   │   │   │   ├─> 
Антуанетта
 (1525—1603), аббатиса Йера
│   │   │   │   │   │   │   │   │
│   │   │   │   │   │   │   │   └─> 
Мария
 (ум. 1597), аббатиса в 
Труа

│   │   │   │   │   │   │   │
│   │   │   │   │   │   │   ├2> 
Клод
 (ум. в млад.), граф де Линьи
│   │   │   │   │   │   │   │
│   │   │   │   │   │   │   └─> (незак., от Перонны де Машефер) 
Антуан де Люксембург
 (ум. ок. 1538), бастард де Бриенн, сеньор де Люксемон, легитимирован в 1500
│   │   │   │   │   │   │       X 
Изабелла де Мароль

│   │   │   │   │   │   │       │
│   │   │   │   │   │   │       ├─> 
Филиберт
 (ум. после 1566), сеньор де Люксемон и д'Испань
│   │   │   │   │   │   │       │   │
│   │   │   │   │   │   │       │   ├─> 
Франсуа

│   │   │   │   │   │   │       │   │
│   │   │   │   │   │   │       │   └─> 
Никола
 (ум. после 1602), сеньор де Ла Берльер-ан-Партье
│   │   │   │   │   │   │       │       X 1) 
Анна д'Арвийер

│   │   │   │   │   │   │       │       X 2) до 1596 
Франсуаза де Лари

│   │   │   │   │   │   │       │       │
│   │   │   │   │   │   │       │       ├1> 
Жан
 (ум. 1615), сеньор де Ла Шапель
│   │   │   │   │   │   │       │       │   X 
Клод де Буасье

│   │   │   │   │   │   │       │       │   │
│   │   │   │   │   │   │       │       │   └─> 
Жан
 (ум. после 1647), сеньор де Ла Шапель и де Биньикур
│   │   │   │   │   │   │       │       │       X 
Клод де Рубьон

│   │   │   │   │   │   │       │       │       │
│   │   │   │   │   │   │       │       │       ├─> 
Жан
 (ум. после 1670), сеньор де Ла Шапель
│   │   │   │   │   │   │       │       │       │   X 
Жанна Франскин

│   │   │   │   │   │   │       │       │       │   │
│   │   │   │   │   │   │       │       │       │   ├─> 
Людовик
 (ум. после 1670)
│   │   │   │   │   │   │       │       │       │   │
│   │   │   │   │   │   │       │       │       │   ├─> 
Франсуа
 (ум. после 1670)
│   │   │   │   │   │   │       │       │       │   │
│   │   │   │   │   │   │       │       │       │   └─> 
Сюзанна
 (ум. после 1670)
│   │   │   │   │   │   │       │       │       │
│   │   │   │   │   │   │       │       │       └─> 
Мадлен
, дама де Биньикур и де Шарбонньер
│   │   │   │   │   │   │       │       │           X 
Клод де Рубьон
, сеньор де Жермон
│   │   │   │   │   │   │       │       │
│   │   │   │   │   │   │       │       └1> 
Шарль
 (ум. после 1598), сеньор де Буа-Доньи
│   │   │   │   │   │   │       │           X 
N

│   │   │   │   │   │   │       │
│   │   │   │   │   │   │       ├─> 
Матьё

│   │   │   │   │   │   │       │   X 
Перретт д'Эстресель

│   │   │   │   │   │   │       │
│   │   │   │   │   │   │       └─> 
Барб
 (ум. до 1556)
│   │   │   │   │   │   │           X 
Людовик де Шуази
, сеньор де Тьеблемон
│   │   │   │   │   │   │    
│   │   │   │   │   │   │   
│   │   │   │   │   │   │
│   │   │   │   │   │   ├1> Жаклин (ум. 1511)
│   │   │   │   │   │   │   X 1455 
Филипп I де Крой
 (ум. 1511), граф де Порсеан
│   │   │   │   │   │   │
│   │   │   │   │   │   ├1> 
Елена
 (ум. 1488)
│   │   │   │   │   │   │   X 1466 
Жан Савойский
 (ум. 1491), барон де Фасиньи
│   │   │   │   │   │   │
│   │   │   │   │   │   ├2> 
Людовик
 (ум. 1503), герцог д'Андриа
│   │   │   │   │   │   │
│   │   │   │   │   │   ├2> 
Жанна
, монахиня в 
Генте

│   │   │   │   │   │   │
│   │   │   │   │   │   ├2> 
Филиппа
, аббатиса в Монселе в 1475 
│   │   │   │   │   │   │
│   │   │   │   │   │   ├─> (незак. от Екатерины де Фавьен) 
Жиль
 (ум. 1535), епископ 
Шалона-сюр-Марн

│   │   │   │   │   │   │
│   │   │   │   │   │   ├─> (незак.) 
Жан
 (ум. 1503), бастард де Сен-Поль, сеньор де Обурден
│   │   │   │   │   │   │   X 
Антуанетта де Корруа

│   │   │   │   │   │   │   │
│   │   │   │   │   │   │   └─> 
дочь
, наследница Корруа-ле-Шато
│   │   │   │   │   │   │       X N де Мерозель
│   │   │   │   │   │   │
│   │   │   │   │   │   ├─> (незак.) 
Роберт
 (ум. 1493), епископ 
Ангулема

│   │   │   │   │   │   │   │
│   │   │   │   │   │   │   └─> (незак.) 
Антуанетта

│   │   │   │   │   │   │       X с 1499 
Томас де Тарта

│   │   │   │   │   │   │
│   │   │   │   │   │   ├─> (незак.) 
Жак
 (ум. после 1475)
│   │   │   │   │   │   │
│   │   │   │   │   │   ├─> (незак.) 
Антуанетта
 (ум. после 1475)
│   │   │   │   │   │   │
│   │   │   │   │   │   ├─> (незак.) 
Иоланда
 (ум. после 1475)
│   │   │   │   │   │   │
│   │   │   │   │   │   ├─> (незак.) 
Жанна

│   │   │   │   │   │   │   X 1) 
Антуан д'Элли

│   │   │   │   │   │   │   X 2) 
Гильом д'Эзе
 (ум. 1518)
│   │   │   │   │   │   │
│   │   │   │   │   │   └─> (незак.) 
Маргарита
, шателен Дуэ
│   │   │   │   │   │       X 
Филипп д'Инши

│   │   │   │   │   │
│   │   │   │   │   ├─> 
Тибо
 (ум. 1477), сеньор де Фиенн и граф де Бриенн
│   │   │   │   │   │   X 1441 
Филиппа де Мелён
 (ум. 1456)
│   │   │   │   │   │   │
│   │   │   │   │   │   └─> 
ветви Люксембург-Гавере и Люксембург-Мартиг

│   │   │   │   │   │
│   │   │   │   │   ├─> 
Жак
 (ум. 1487), сеньор де Ришбур
│   │   │   │   │   │   X 
Изабелла де Рубо

│   │   │   │   │   │   │
│   │   │   │   │   │   ├─> 
Франсуа
 (ум. после 1472)
│   │   │   │   │   │   │
│   │   │   │   │   │   ├─> 
Шарль
 (ум. в млад.)
│   │   │   │   │   │   │
│   │   │   │   │   │   ├─> 
Изабелла
 (ум. после 1502), дама де Ришбур
│   │   │   │   │   │   │   X 1495 
Жан де Мелён
 (ум. 1502), сеньор д'Антуан и д'
Эпинуа

│   │   │   │   │   │   │
│   │   │   │   │   │   ├─> 
Иоланда
 (ум. 1534), дама де Рубо
│   │   │   │   │   │   │   X 
Никола де Вершен
 (ок. 1470—1513)
│   │   │   │   │   │   │
│   │   │   │   │   │   └─> 
Луиза
 (ум. 1518)
│   │   │   │   │   │       X 1) 
Жан де Гистель
, сеньор де Дюзель
│   │   │   │   │   │       X 2) 
Антуан де Крой
 (ум. 1546), сеньор де Сампи
│   │   │   │   │   │
│   │   │   │   │   ├─> 
Валеран
 (ум. в млад.)
│   │   │   │   │   │
│   │   │   │   │   ├─> 
Жан

│   │   │   │   │   │
│   │   │   │   │   ├─> 
Екатерина
 (ум. 1492)
│   │   │   │   │   │   X 1445 
Артур III
 (1393—1458), 
герцог Бретани
, коннетабль Франции
│   │   │   │   │   │
│   │   │   │   │   ├─> 
Филиппа
, аббатиса Сен-Максена
│   │   │   │   │   │
│   │   │   │   │   └─> 
Изабелла
 (ум. 1472)
│   │   │   │   │       X 1443 
Карл IV Анжуйский
 (1414—1472), 
граф Мэна

│   │   │   │   │
│   │   │   │   ├─> 
Луи
 (ум. 1443), кардинал, 
архиепископ Руана

│   │   │   │   │
│   │   │   │   ├─> 
Жан II
 (1392—1441), граф Линьи и 
Гиз
 
│   │   │   │   │   X 
Жанна де Бетюн
 (ум. 1449)
│   │   │   │   │
│   │   │   │   ├─> 
Екатерина
 (ум. после 1393)
│   │   │   │   │
│   │   │   │   └─> 
Жанна
 (ум. 1420)
│   │   │   │       X 1) 
Людовик де Гистель
 (ум. 1415)
│   │   │   │       X 2) 
Жан IV де Мелён
 (ум. 1484), виконт де Мелён, бургграф Гента
│   │   │   │
│   │   │   ├─> 
Андре
 (ум. 1396), 
епископ Камбре

│   │   │   │
│   │   │   ├─> 
Мария

│   │   │   │   X 1) 
Жан де Конде
 (ум. 1391)
│   │   │   │   X 2) 
Симон
 (ум. 1397), граф фон Зальм
│   │   │   │
│   │   │   └─> 
Жанна
 (ум. 1430), графиня де Сен-Поль и де Линьи с 1430
│   │   │
│   │   ├1> 
Жан
 (ум. 1360), сеньор де Руси
│   │   │
│   │   ├1> 
Жан
 (1342—1373), 
архиепископ Майнца
 с 1371
│   │   │
│   │   ├1> 
Генрих
 (1344—1366), каноник в Кёльне и Камбре
│   │   │
│   │   ├1> 
Валеран
 (ум. после 1347)
│   │   │
│   │   ├1> 
Жак

│   │   │
│   │   ├1> 
Жанна
 (ум. 1392), графиня де Фокенберг
│   │   │   X 1) 
Ги V де Шатийон
 (ум. 1360), 
граф де Сен-Поль

│   │   │   X 2) 
Ги VIII
 (ум. 1427), барон де Ла Рошфуко
│   │   │
│   │   ├1> 
Мария
 (ум. 1376/1382)
│   │   │   X 
Генрих V де Водемон
 (1327—1365), 
сеньор де Жуанвиль
, 
граф де Водемон

│   │   │
│   │   ├1> 
Филипотта
 (ум. 1359)
│   │   │   X 
Рауль
, сеньор де Рэневал
│   │   │
│   │   └1> 
Екатерина
 (ум. 1366)
│   │       X 
Даниэль де Алевин
 (ум. 1365)
│   │
│   ├─> 
Валеран

│   │
│   ├─> 
Жак

│   │
│   └─> 
Екатерина

│
├─> 
Мария
 (ум. 1337)
│   X 
Жан де Гистель
 (ум. 1346)
│
├─> 
Генрих
 (ум. 1303)
│
├─> 
Маргарита
, монахиня
│
├─> 
Филипотта

│
└─> 
Елизавета
```

### Люксембург-Гавере и Люксембург-Мартиг

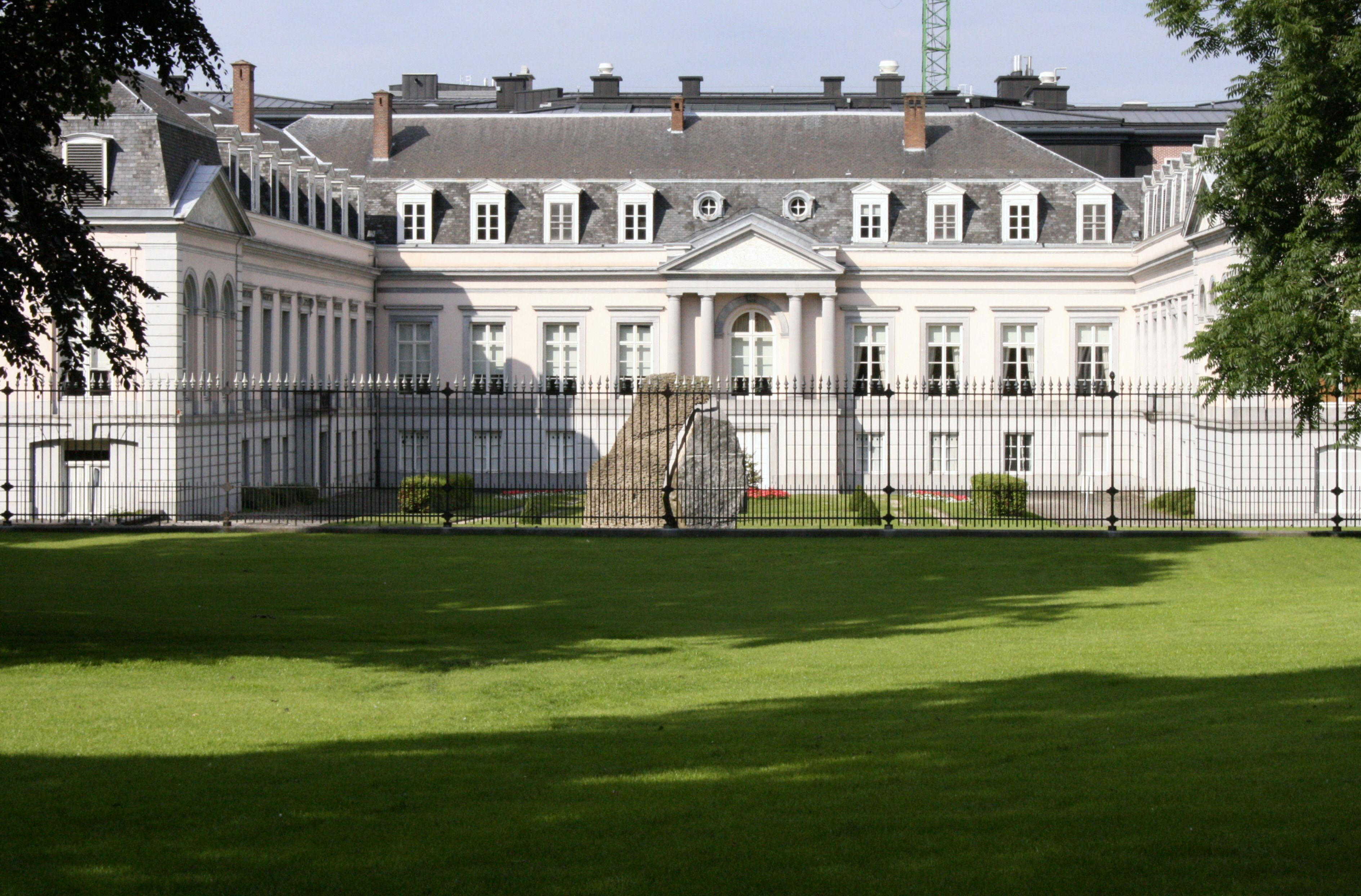
Эгмонтский дворец графини Люксембург-Гавре в Брюсселе.

Младшая линия французских Люксембургов пошла от брата коннетабля Люксембурга, достигшего, как и многие в этом роду, сана епископа Ле-Манского. От его старшего сына произошло несколько поколений сеньоров де Фиенн и графов де Гавр (ван Гавере) во Фландрии. Последняя графиня де Гавр из Люксембургов — мать знаменитого Ламораля Эгмонта, 1-го принца Гаврского — выстроила в Брюсселе элегантный Эгмонтский дворец.
Младший сын епископа, Франсуа де Люксембург, управлял Провансом в интересах своего кузена Карла Анжуйского, последнего графа Прованса. В своём завещании Карл отказал Люксембургу виконтство Мартиг в Провансе, которое Генрих IV повысил до статуса княжества.
Сын первого виконта, именем также Франсуа, состоял на службе у савойского герцога, своего близкого родственника; в жёны взял Шарлотту де Бросс, приданое которой включало область Пентьевр в Бретани, а также Шеврёз и Этамп. У него была дочь (за графом Латремуем) и два сына, сложившие голову в боях за короля.
Младший из них носил с 1569 года титул пэра Франции и герцога Пентьевра. Его единственная дочь была замужем за 2-м герцогом Меркёром (близким родственником Гизов); их дочь, герцогиня Пентьевр, — за Сезаром Вандомским, который и унаследовал Мартиг, Пентьевр и прочие владения последних Люксембургов.

#### Генеалогия
```
Тибо
 (ум. 1477), сеньор де Фиенн и граф де Бриенн, епископ 
Ле-Мана

X 1441 
Филиппа де Мелён
 (ум. 1456)
│
├─> 
Жак I
 (ум. 1487), сеньор де Фиенн и де Грав
│   X 
Мария де Берлемон

│   │
│   ├─> 
Жак II
 (ум. 1519), сеньор де Фиенн, 
граф де Гавр

│   │   X 
Маргарита де Брюгге
, дама д'Осси
│   │   │
│   │   ├─> 
Жак III
 (ум. 1530), 
граф де Гавр

│   │   │   X 
Элен де Крой

│   │   │
│   │   ├─> 
Франсуаза
 (ум. 1557), 
графиня де Гавр
, дама де Фиенн
│   │   │   X 1515/1516 
Жан IV
 (1499—1528), 
граф Эгмонт

│   │   │
│   │   └─> 
Маргарита

│   │       X 
Антуан
 (ум. 1529), граф де Барбансон
│   │
│   ├─> 
Франсуа
 (ум. 1509), епископ Ле-Мана
│   │
│   ├─> 
Жан
 (ум. 1508), сеньор де Виль
│   │   X 1502 
Элизабет ван Кулемборг

│   │
│   ├─> 
Маргарита
, монахиня
│   │
│   ├─> 
Филипотта
 (ум. 1525), дама д'Оденгиен
│   │   X 1) 
Роберт де Бетюн

│   │   X 2) 1501 
Антуан де Линь
 (ум. 1532), граф де Фокемберг
│   │
│   ├─> 
Жаклин
 (ум. после 1515)
│   │   X 
Шарль I де Лален
 (ум. 1527), барон д'Эскорне
│   │
│   └─> 
Мария

│       X 1) 
Даниель
, сеньор Бошо, бургграф Брюсселя
│       X 2) 
Мартин ван Хорн-Гасбек

│
├─> 
Филипп
 (1445—1519), кардинал, епископ Ле-Мана
│
├─> 
Жан
 (ум. 1485), сеньор де Сотенгьен
│   X 
Жаклин де Гавр

│
├─> 
Франсуа I
, виконт де Мартиг, губернатор 
Прованса

│   X 1487 
Луиза Савойская
 (1467—1530)
│   │
│   └─> 
Франсуа II
 (ум. 1553), виконт де Мартиг, губернатор 
Савойи

│       X 
Шарлотта де Бросс
, наследница 
Пантьевра
, 
Шевреза
 и 
Этампа

│       │
│       ├─> 
Шарль
 (ум. 1553), виконт де Мартиг
│       │   X Клод де Фуа (ум. 1549)
│       │   │
│       │   └─> 
Генрих
 (ум. в млад.)
│       │
│       ├─> 
Себастьен
 (ум. 1569), граф де Пантьевр и д'Этамп с 1566
│       │   X 
Мария де Бокер
 (ум. 1613)
│       │   │
│       │   ├─> 
Жанна
 (ум. в млад.)
│       │   │
│       │   └─> 
Мария
 (1562—1623), графиня де Пантьевр и д'Этамп с 1569
│       │       X 1579 
Филипп Эммануэль Лотарингский
 (1558—1602), герцог де Меркер
│       │
│       ├─> 
Филипп
 (ум. в млад.)
│       │
│       └─> 
Мадлен
, дама д'Апремон, де Плело и де Буссак
│           X 1563 
Жорж де Ла Тремуй
 (ум. 1584)
│
├─> 
Луиза
, монахиня
│
├─> 
Елена
, монахиня
│
├─> 
Изабелла
, монахиня
│
├─> 
Мадлен
 (ум. после 1498)
│   X 1) 1457 
Карл де Сен-Мор
, граф де Нель
│   X 2) 1485 
Жак Шабо
 (ум. 1495/1500), сеньор д'Эспремон и де Брион, барон де Жарнак
│
└─> 
Гильеметта

    X 1) 
Эме II фон Саарбрюкен-Коммерси
 (ум. 1476), граф де Брен
    X 2) 
Жан де Бельвиль
```